# Mobile Suit Gundam AGE
Mobile Suit Gundam AGE (機動戦士ガンダムAGE, Kidō Senshi Gandamu AGE) est un anime japonais diffusé à partir de 2011 faisant partie de la franchise Gundam. 

## Synopsis
Gundam AGE prend place dans le calendrier inédit AG pour « Advanced Generation ». Le monde a été déchiré par des guerres incessantes mais finalement l’humanité a trouvé une entente et la possibilité de s’unir, les conflits ont fini par cesser et un siècle plus tard, la paix continue à régner.
AG 101, la colonie spatiale Angel est attaquée et détruite subitement par un ennemi dont personne ne sait rien. La catastrophe sera appelée le « Jour des Anges Déchus » et les attaques de ces ennemis identifiés sous le nom d’« Ennemis Inconnus » (UE, Unknown Ennemies) plongeront à nouveau l’humanité vivant dans la sphère Terrestre dans le chaos.
–SAISON 1–
AG 108, la colonie Orvan est cette fois la cible des UE. Sur cette colonie vivait Flit Asuno qui perdra sa mère dans la destruction de leur demeure. Avant de mourir, elle lui donna un appareil appelé AGE Device. Cet appareil transmis de génération en génération dans la famille Asuno, industriels dans la conception de Mobile Suits, contient les plans d’un MS révolutionnaire, le Gundam. Elle lui demande de le construire pour sauver l’humanité.
AG 115, Flit est maintenant âgé de 14 ans et a travaillé depuis sept ans pour l’armée Fédérale dans la base Ariston de la colonie Nora. Grâce aux plans qu’il a obtenu dans l’AGE Device, il a construit avec l’aide des ingénieurs de la Fédération le Gundam, le Mobile Suit salvateur qui les aidera à gagner contre les UE. Mais alors que les premiers tests du Gundam étaient planifiés, la colonie est subitement attaquée par un trio d’UE. Devant l’impuissance des forces de l’armée, Flit décide de monter à bord du Gundam AGE–1 pour contre-attaquer.
Au 15e épisode, il apparaît que les UE sont des humains dont les ancêtres ont été envoyés coloniser Mars il y a 150 ans. Ce projet fut un échec et les survivants abandonnés ont fondé la nation Vagan qui a entamé cette guerre.

## Personnages

### 1regénération
Terrien
- Flit Asuno
- Grodek Ainoa
- Yurin L’Ciel

vargan 
Vagan
- Desil Galette

### 2egénération
Terrien
- Flit Asuno
- Asemu Asuno

Vagan
- Zeheart Galette
- Desil Galette

### 3egénération
Terrien
- Flit Asuno
- Kio Asuno

Vagan
- Zeheart Galette
- Fezarl Ezelcant
- Dolen Ezelcant
- Fram Nara
- Girard Spriggan
- Zanald Bayhart
- Godom Tainam
- Gradd Otto
- Deymon Larj
- Leil Layto
- Darest Gern

Bisidian
- Captain Ash(Asemu Asuno)
- Radok Horn

## Anime

### Liste des épisodes
La liste des épisodes est indiquée ci-dessous :
| No                                                                              | Titre français                             | Titre japonais       | Titre japonais                 | Date de 1re diffusion |
| No                                                                              | Titre français                             | Kanji                | Rōmaji                         | Date de 1re diffusion |
| ------------------------------------------------------------------------------- | ------------------------------------------ | -------------------- | ------------------------------ | --------------------- |
| 01                                                                              | Le Savant, Gundam                          | 救世主ガンダム       | Kyuuseishu Gundam              | 9 octobre 2011        |
| Note: Cet épisode débute la 1re génération                                      |                                            |                      |                                |                       |
| 02                                                                              | Le Pouvoir d'AGE                           | AGEの力              | AGE no Chikara                 | 16 octobre 2011       |
| 03                                                                              | La Colonie Brisée                          | ゆがむコロニー       | Yukamu Colony                  | 23 octobre 2011       |
| 04                                                                              | Le Loup Blanc                              | 白い狼               | Shiroi Ookami                  | 30 octobre 2011       |
| 05                                                                              | Le Garçon Démoniaque                       | 魔少年               | Mashounen                      | 6 novembre 2011       |
| 06                                                                              | La Lumière et l'Ombre de Fardain           | ファーデーンの光と影 | Fardain no Hikari to Kage      | 13 novembre 2011      |
| 07                                                                              | L'Evolution du Gundam                      | 進化するガンダム     | Shinkasuru Gundam              | 20 novembre 2011      |
| 08                                                                              | Le désespoir du front uni                  | 決死の共同戦線       | Kesshi no Kyoudou Sensen       | 27 novembre 2011      |
| 09                                                                              | Le Mobile Suit Secret                      |                      | Himitsu no Mobile Suit         | 4 décembre 2011       |
| 10                                                                              | Le Jour de la Bataille Féroce              |                      | Gekisen no Hi                  | 11 décembre 2011      |
| 11                                                                              | Réunion à Minsry                           |                      | Minsry no Saikai               | 18 décembre 2011      |
| 12                                                                              | Les traitres lèvent l'ancre                |                      | Hangyakusha-tachi no Funade    | 01 janvier 2012       |
| 13                                                                              | La Forteresse Spatiale Ambat               |                      | Uchuu Yousai Ambat             | 08 janvier 2012       |
| 14                                                                              | Un éclat de tristesse                      |                      | Kanashimi no Senkou            | 15 janvier 2012       |
| 15                                                                              | Ces larmes qui s'en vont dans l'espace     |                      | Sono Namida, Uchuu ni Ochi te  | 22 janvier 2012       |
| Note: Cet épisode clôt la 1re génération                                        |                                            |                      |                                |                       |
| 16                                                                              | Le Gundam dans l'écurie                    |                      | Umagoya no Gundam              | 29 janvier 2012       |
| Note: Cet épisode débute la 2e génération                                       |                                            |                      |                                |                       |
| 17                                                                              | Amitié, Amour, Mobile Suits                |                      | Yuujou to Koi to Mobile Suits  | 5 février 2012        |
| 18                                                                              | Bataille lors de la remise de diplômes     |                      | Sotsugyou Shiki no Sentou      | 12 février 2012       |
| 19                                                                              | Le départ d'Asem                           |                      | Asem no Tabidachi              | 19 février 2012       |
| 20                                                                              | Le Mobile Suit Rouge                       |                      | Akai Mobile Suit               | 26 février 2012       |
| 21                                                                              | L'Illusion menaçante                       |                      | Tachihadakaru Genei            | 4 mars 2012           |
| 22                                                                              | La ligne de défense absolue de Big Ring    |                      | Big Ring Zettai Bouei Sen      | 11 mars 2012          |
| 23                                                                              | La Colonie Douteuse                        |                      | Giwaku no Colony               | 18 mars 2012          |
| 24                                                                              | X-Rounder                                  |                      | X-Rounder                      | 25 mars 2012          |
| 25                                                                              | Le terrifiant Mu-Zsell                     |                      | Kyoubu no Mu-Zsell             | 1er avril 2012        |
| 26                                                                              | La Terre, c'est Eden                       |                      | Chikyuu, Sore wa Eden          | 8 avril 2012          |
| 27                                                                              | En regardant le soleil rouge du crépuscule |                      | Akai Yuuhi wo Mita             | 15 avril 2012         |
| 28                                                                              | Les agitations de la sphère Terrestre      |                      | Chikyuuken no Douran           | 22 avril 2012         |
| Note: Cet épisode clôt la 2e génération.                                        |                                            |                      |                                |                       |
| 29                                                                              | Le Gundam de Grand-père                    |                      | Jiichan no Gundam              | 29 avril 2012         |
| Note: Cet épisode débute la 3e génération.                                      |                                            |                      |                                |                       |
| 30                                                                              | La ville qui devint un champ de bataille   |                      | Senjou ni Naru Machi           | 6 mai 2012            |
| 31                                                                              | Le terrifiant fantôme du désert            |                      | Senritsu Sabaku no Bourei      | 15 mai 2012           |
| 32                                                                              | Le traitre                                 |                      | Uragirimono                    | 20 mai 2012           |
| 33                                                                              | Hurlement à la Terre                       |                      | Daichi ni Hoeru                | 27 mai 2012           |
| 34                                                                              | Les Bicidian, Pirates de l'Espace          |                      | Uchuu Kaizoku Bicidian         | 3 juin 2012           |
| 35                                                                              | Le message dans une capsule                |                      | Message Capsule                | 10 juin 2012          |
| 36                                                                              | Le Gundam a été volé                       |                      | Datsuwareta Gundam             | 17 juin 2012          |
| 37                                                                              | Le monde des Veigans                       |                      | Veigan no Sekai                | 24 juin 2012          |
| 38                                                                              | Kio le fugitif                             |                      | Toubousha Kio                  | 1er juillet 2012      |
| 39                                                                              | Les portes d'un nouveau monde              |                      | Shinsekai no Tobira            | 8 juillet 2012        |
| 40                                                                              | La Décision de Kio : Avec le Gundam        |                      | Kio no Ketsui Gundam to tomoni | 15 juillet 2012       |
| 41                                                                              | La splendide Fram                          |                      | Karena Fram                    | 22 juillet 2012       |
| 42                                                                              | Girard Spriggan                            |                      | Girard Spriggan                | 29 juillet 2012       |
| 43                                                                              | L'impressionnant trio de Gundam            |                      |                                | 5 août 2012           |
| 44                                                                              | Chemins divergents                         |                      | Wakare Yuku Michi              | 19 aout 2012          |
| 45                                                                              | SID le Déstructeur                         |                      | Hakaisha Sid                   | 26 aout 2012          |
| 46                                                                              | La Forteresse Spatiale La Gramis           |                      | Uchuu Yousai La Gramis         | 2 septembre 2012      |
| 47                                                                              | Planète Bleue, Vies perdues                |                      | Aoi Hoshi Chiriyuki Inochi     | 9 septembre 2012      |
| 48                                                                              | Une lueur de désespoir                     |                      | Zetsubou no kirameki           | 16 septembre 2012     |
| 49                                                                              | La fin d'un long voyage                    |                      | Nagaki tabi no owari           | 23 septembre 2012     |
| Note: Cet épisode clôt la 3e génération et marque également la fin de la série. |                                            |                      |                                |                       |

### Génériques
Génériques de début
- Asu E d'Galileo Galilei, épisodes 01 à 15
- Sharp # de Negoto, épisodes 16 à 28
- Real de VIVID, épisodes 29 à 39
- Aurora de Aoi Eir, épisodes 40 à 49

Génériques de fin
- Kimi no Naka no Eiyuu de Minami Kuribayashi, épisodes 01 à 15
- My world de SPYAIR, épisodes 16 à 28
- WHITE justice de Faylan, épisodes 29 à 39
- Forget-me-not de FLOWER, épisodes 40 à 49

### Articles Connexes
- Gundam